# Fahad Albutairi
Fahad Albutairi (arabe : فهد البتيري, né le 12 mai 1985 à Khobar, en Arabie saoudite, est le premier humoriste de stand-up saoudien. Il est également une personnalité d'Internet, un acteur de cinéma et un animateur de télévision. Il a été marié avec l'activiste Loujain Al-Hathloul.
Fahad Albutairi a commencé sa carrière d'humoriste lorsqu'il était étudiant à l'Université du Texas à Austin, dont il sort diplômé en géophysique en 2007. Son premier personnage est construit autour de son identité d'étudiant saoudien dans l'Amérique des années postérieures aux attentats du 11 septembre 2001. Il fait ses débuts dans le monde arabe en 2008 au cours du "Axis of Evil Comedy Tour", avec d'autres jeunes humoristes arabes. 
Sa première apparition à Riyad date de février 2009, devant une audience de 1.200 personnes.
Surnommé en 2013 le Seinfeld arabe par le Washington Post, il est alors choisi comme membre du jury de la plus importante compétition régionale d'humour, "Le Kit Kat Comedy Break Show."

## Personnalité d'Internet
En 2010, Fahad Albutairi a créé sur YouTube la chaîne La Yekthar Show, qui a rencontré un succès rapide et est aujourd'hui une des chaînes les plus populaires en Arabie saoudite et dans la région. Certaines vidéos de la chaîne ont été visionnées plus de cinq millions de fois.
Il crée plus tard Temsa7LY, un spin-off créé autour de la marionnette d'un crocodile, popularisée dans La Yekthar Show.
Temsa7LY dispose d'1 million d'abonnés et ses vidéos ont été visionnées 100 millions de fois.

## Enlèvement et disparition
En mars 2018, il est enlevé en Jordanie en même temps que sa femme (l'activiste Loujain Al-Hathloul alors aux Émirats arabes unis) et ils sont, rapporte-t-on, menottés, les yeux bandés, et mis dans un avion pour l'Arabie Saoudite. Une des connaissances de Fahad Albutairi aux États-Unis rapporte en janvier 2019 ne pas savoir où il se trouve, qu'il a désactivé son compte Twitter, et qu'il n'a pu trouver aucune trace de lui sur internet depuis le printemps 2018. Loujain Al-Hathloul est elle toujours détenue dans une prison saoudienne.

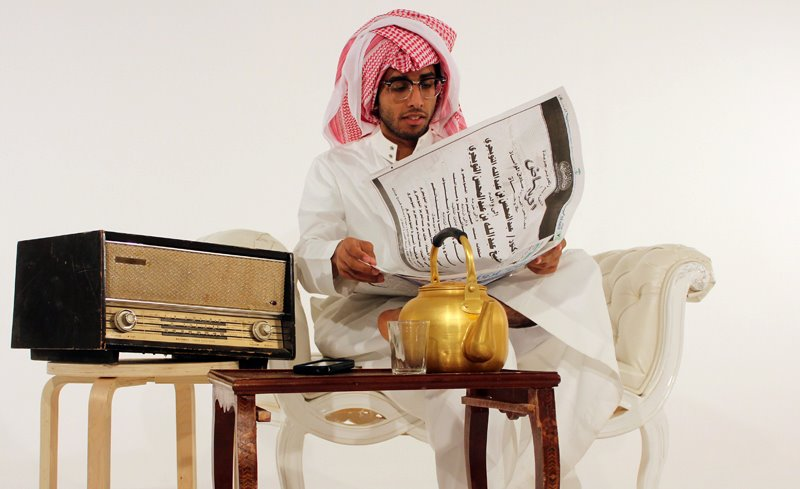
La Yekthar Show

## Cinéma
En 2013, Fahad Albutairi interprète l'un des 3 rôles principaux du second film de Ali Mustafa : From A to B, un road-movie entre Abou Dhabi et Beyrouth 

## Télévision
En 2015, Fahad Albutairi est l'animateur de The Choice, la version saoudienne de Quizz ou Buzz, diffusée sur la chaîne Saudi 1.